# Jeewan Jyoti
Jeewan Jyoti ist ein Bollywoodfilm der frühen 1950er Jahre. Es handelt sich um ein Familiendrama, das von Shammi Kapoor, Chand Usmani und Leela Mishra gespielt wird.

## Handlung
Shyam Sunder „Shammi“ verliebt sich während seines Besuchs bei der Tante in die Nachbarstochter Kishori. Nach den ersten Annäherungsversuchen kommt es dann auch bald zur Hochzeit, die in einer Tragödie endet: Shammis verwitwete Schwester stirbt bei der Hochzeitsfeier in einem Feuer.
Von da an behandelt Shammis Mutter Ganga ihre Schwiegertochter wie eine Sklavin. Auch Leela, die in Shammi verliebt ist, macht Kishori das Leben zur Hölle. Selbst als Kishori ein Kind gebärt, ändert sich nichts an der Situation. Nur Shammi versucht ihr das Leben so angenehm wie möglich zu machen.
Nachdem Kishori von der schweren Krankheit ihres Vaters hört, reist sie heimlich ab und lässt das Baby bei Shammi zurück. An der Türschwelle ankommend macht ihr Vater den letzten Atemzug. Sein Tod treibt Kishori in den Wahnsinn.
Auch Shammi erträgt Kishoris Abwesenheit nicht und wird verrückt. Seine Mutter tischt ihm Vorfälle auf, die nur auf Missverständnissen beruhen und Kishori in ein schlechtes Licht rücken. Schließlich will sich Shammi aufraffen und seine Frau wieder nach Hause holen. Als er Kishori tot im Bett auffindet, weiß er, dass es bereits zu spät ist.

## Musik
| Songtitel                      | Sänger/in                  |
| ------------------------------ | -------------------------- |
| Lag Gayi Akhiyan Tum Se Mori   | Mohammad Rafi, Geeta Dutt  |
| So Jaa Re                      | Geeta Dutt                 |
| So Jaa Re                      | Lata Mangeshkar            |
| So Jaa Re                      | Asha Bhosle                |
| Mann Sheetal Naina             | Geeta Dutt, Chor           |
| Chayi Kaari Badariya           | Lata Mangeshkar            |
| Balma Ne Man Har Leena         | Asha Bhosle                |
| Saari Khushiyan Saath Aayee    | Shamshad Begum             |
| Dekho Dekho Nazar Lag Jaaye Na | Geeta Dutt, Chor           |
| Tasveeren Banti Hain           | Asha Bhosle, Shammi Kapoor |
| Aayi Bahar                     |                            |

## Auszeichnungen
Filmfare Award 1955
- Filmfare Award/Bester Ton an Ishan Ghosh

## Dies und Das
- In diesem Film debütieren Shammi Kapoor und Chand Usmani.